# Château Laudon
Le château Laudon, aussi appelé château de Hadersdorf, est un Wasserburg à Hadersdorf-Weidlingau, aujourd'hui un quartier de Vienne.

## Histoire
Les seigneurs de Hadersdorf sont mentionnés pour la première fois vers 1130 ; à cette époque, il y a probablement une fortification sur le site du château actuel. Au cours des siècles suivants, la seigneurie change plusieurs fois de mains, jusqu'à ce que le château vienne au souverain en 1358, qui l'attribue comme résidence au maître forestier respectif.

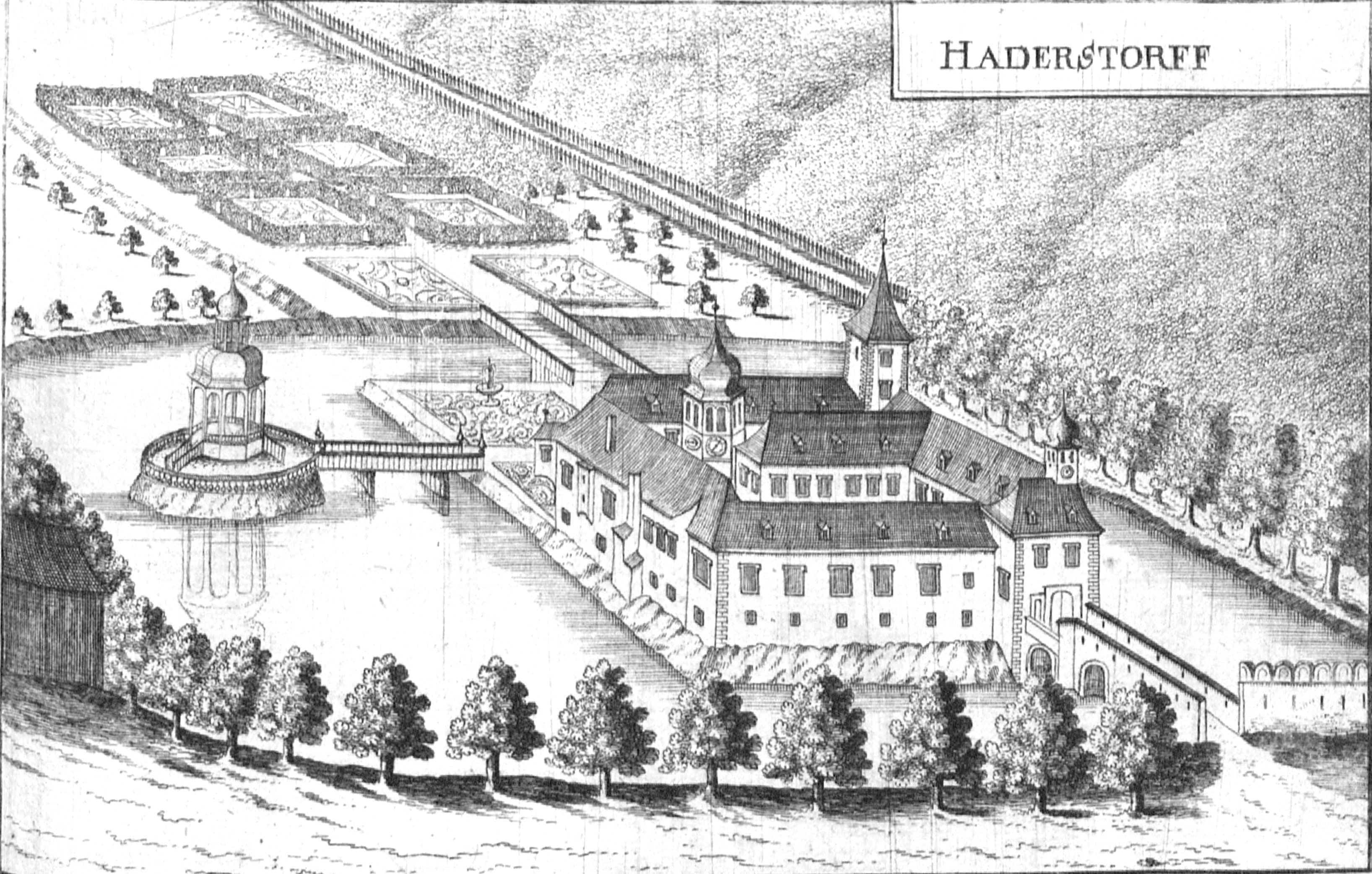
Le château de Hadersdorf en 1672

Lors du premier siège turc en 1529, le château est détruit. Après la reconstruction, le domaine passe en 1551 à la famille Teuffenbach et en 1588 à Sigmund von Hohenburg zu Pranckh. En 1654, il est finalement acquis par Éléonore de Nevers-Mantoue, épouse de l'empereur Ferdinand III de Habsbourg. Après des dégâts lors du second siège turc en 1683, le château est reconstruit par son nouveau propriétaire, le fonctionnaire de la cour Andreas Schellerer, en un Wasserburg baroque. En 1708, Élisabeth-Christine de Brunswick-Wolfenbüttel, épouse du futur empereur Charles VI, y passe deux nuits.
Le château reçoit son aspect actuel en 1744 par Franz Wilhelm Schellerer.
En 1776, le maréchal Ernst Gideon von Laudon acquiert le château et y demeura jusqu'à sa mort en 1790. Le château est jusqu'en 1925 la possession de la famille Laudon. Puis il est la possession de l'industriel Otto Parnegg qui subit l'aryanisation au moment de l'Anschluss. De 1945 à 1955, il est occupé par la puissance occupante soviétique. En 1960, il est vendu par les fils de Parnegg à l'archidiocèse de Vienne, qui vend le mobilier aux enchères. La même année, l'archidiocèse revend le château plutôt délabré à Alfred Weiss, qui le fait reconstruire comme un hôtel de luxe de 1962 à 1973. Depuis 1976, il est loué à la République d'Autriche et abrite l'académie de l'administration publique d'Autriche. En outre, le département Public Sector de l'université des sciences appliquées Campus Vienne se situe dans le bâtiment appelé "Oktogon", dans le parc du château. Le château n'est pas ouvert au public.

## Architecture
Le château est organisé autour d'une cour carrée entourée de trois côtés par l'aile principale à deux étages et au sud-est par une aile d'un étage. Les eaux qui entourent le château sont alimentées par le Mauerbach.
La décoration intérieure remarquable provient en grande partie du maréchal Laudon. Le mobilier classique d'origine de la bibliothèque est entièrement préservé. Les portes des bibliothèques et la toile recouvrant les murs restants sont ornées de peintures en grisaille (figures mythologiques d'après Giovanni Antonio Gori, scènes mythologiques d'après Monumenti antichi inediti de Johann Joachim Winckelmann).
Les fresques, conservées en 1954 lors de la démolition du château de Donaudorf au cours de la construction du barrage d'Ybbs-Persenbeug et transférée en 1963, sont conservées dans une salle attenante à la bibliothèque. Les fresques sont l'œuvre de Johann Baptist Wenzel Bergl (vers 1770).
Dans les années 1780 et 1790, le maréchal Laudon crée un magnifique jardin paysager, dont seules certaines parties sont conservées. Différents staffages sont disséminés dans le jardin, comme deux sculptures de sanglier monumentales et une statue de Laudon en tant que philosophe ancien.

## Tombeau du maréchal Laudon

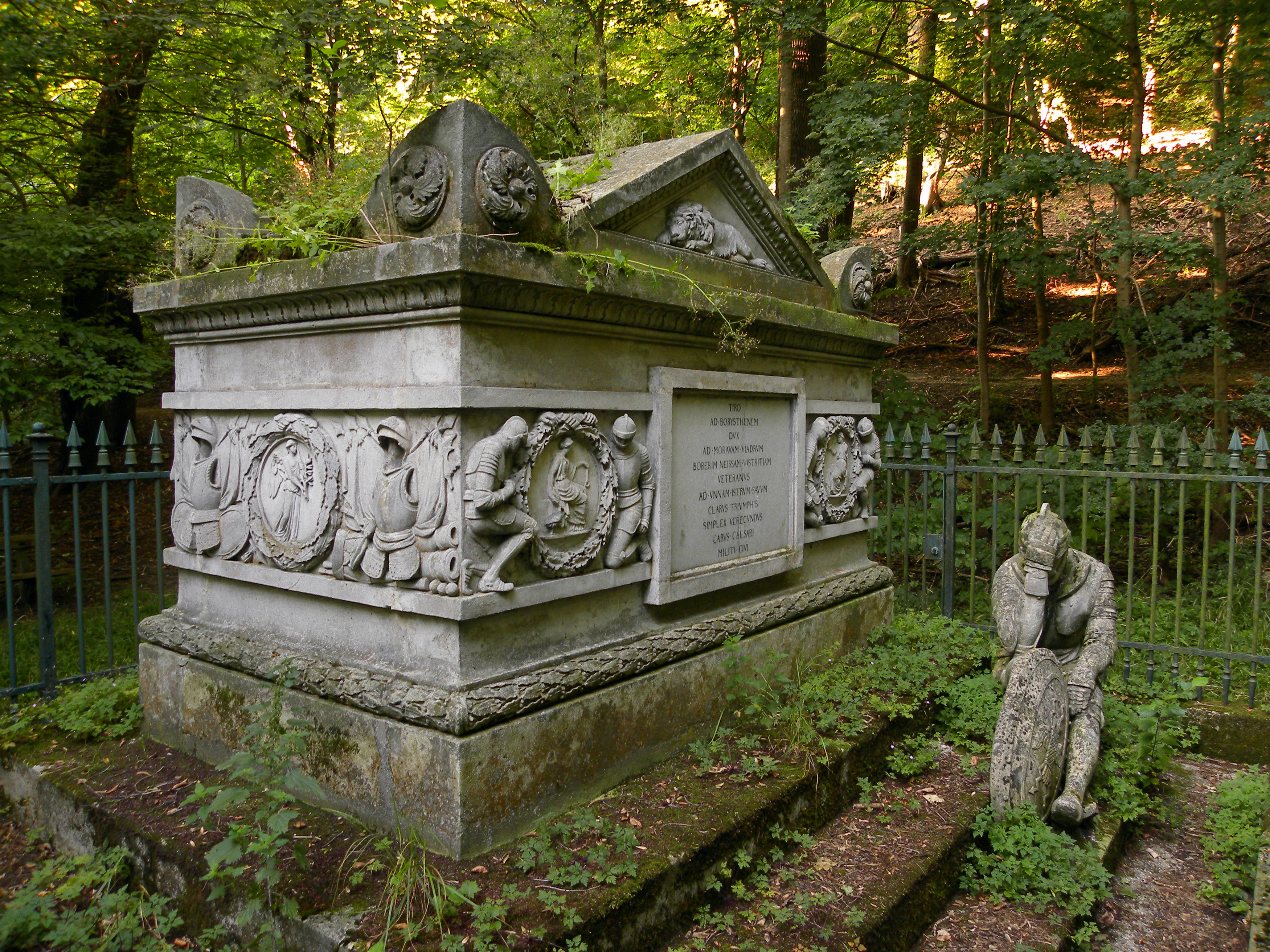
Le tombeau du maréchal Laudon

La tombe néoclassique du maréchal Laudon est commandée par sa veuve Klara et exécutée en 1791 par le sculpteur Franz Anton von Zauner. Elle a la forme d'un carré avec un toit à pignon et est ornée sur les quatre côtés de tondi avec des figures mythologiques. Sur les deux côtés longs, il y a des inscriptions latines : une dédicace de sa veuve et de ses héritiers et une appréciation de son mérite militaire. À côté de la tombe se trouve la figure grandeur nature d'un chevalier en deuil.
L'emplacement de la tombe se trouve à l'origine dans les jardins de Laudon, mais il est aujourd'hui d'un lieu peu visible dans la forêt, de l'autre côté (nord-est) de la Mauerbachstraße. La tombe est vide, Laudon est enterré à un autre endroit dans le parc du château, l'emplacement exact est inconnu.

## Source de la traduction
- (de) Cet article est partiellement ou en totalité issu de l’article de Wikipédia en allemand intitulé « Schloss Laudon » (voir la liste des auteurs).